# Ferdinand Kiefler
Ferdinand Kiefler (ur. 4 sierpnia 1913 w Wiedniu, zm. 13 stycznia 1945 w Erftstadt) – austriacki piłkarz ręczny, medalista olimpijski.
Uczestnik letnich igrzysk olimpijskich. Na igrzyskach w Berlinie (1936) zagrał w czterech spotkaniach. Były to wygrane pojedynki przeciwko reprezentacjom Szwajcarii (11-6), Rumunii (18-3) i Węgier (11-7), oraz przegrana rywalizacja z Niemcami (6-10). Kiefler strzelił po trzy bramki ekipom Węgier i Niemiec, a rumuńskiego bramkarza pokonywał sześciokrotnie. Ostatecznie reprezentacja Austrii zdobyła srebrny medal, przegrywając z ekipą gospodarzy.
Kiefler zginął na froncie podczas II wojny światowej (w Erftstadt, położonym obecnie w zachodnich Niemczech). 